# Port de l'Hôtel-de-Ville
Port de l'Hôtel-de-Ville je nábřeží a přístav v Paříži v historické čtvrti Marais. Nachází se ve 4. obvodu. Je pojmenován po budově pařížské radnice.

## Poloha
Přístav se nachází na náplavce pod nábřežím Quai de l'Hôtel-de-Ville mezi mosty Pont Marie a Pont d'Arcole na pravém břehu.

## Historie
Původně se nazýval Port aux Blés (obilní přístav), později Port au Foin (senný přístav), Port de la Grève (písečný břístav) a následně Port de l'Hôtel-de-Ville. Ve své současné délce vznikl 18. července 1905, kdy k němu byla připojena část Port des Ormes. V roce 1967 byla část přístavu přeměněna na rychlostní komunikaci voie Georges-Pompidou.